# 425 Park Avenue
425 Park Avenue ist ein von Norman Foster entworfener und umstrukturierter Wolkenkratzer in Manhattan in New York City, der im Zuge eines Designwettbewerbs als Gewinner hervorging und dessen Entwurf erstmals im Oktober 2012 der Öffentlichkeit präsentiert wurde.

## Beschreibung
Der Büroturm befindet sich an der Park Avenue zwischen der East 55th und 56th Street im Viertel Turtle Bay in Midtown Manhattan. Benachbarte bekannte Gebäude sind unter anderem der 426 m hohe Wohnwolkenkratzer 432 Park Avenue, das Citigroup Center und das Lever House.
Da das im Besitz der L&L Holding Company befindliche, von Kahn & Jacobs entworfene und 1957 erbaute 118 m hohe Bürohochhaus 425 Park Avenue nicht mehr den heutigen Anforderungen eines modernen Bürogebäudes entsprach, wurde ein Designwettbewerb initiiert, nach dem mit einer massiven Umstrukturierung ein moderner Wolkenkratzer entstehen soll. Nach der Zoneneinteilung von 1961 hätte man laut Bauvorschriften bei einem kompletten Abriss des alten Gebäudes nur ein neues Bürogebäude mit 54.000 m² Nutzfläche errichten dürfen. So entschied man sich, eine Ausnahme von den Bebauungsregeln von 1961 zu nutzen, bei der bei mindestens 25 % Erhalt des alten Gebäudes die ursprüngliche Quadratmeterzahl auch für das neue Gebäude gültig ist. Folgende Kandidaten standen beim Designwettbewerb letztendlich zur Auswahl:
1. Zaha Hadid: Ein recht unkonventioneller Turm mit einer organisch anmutenden Form. 204 Meter hoch und 40 Stockwerke. Bekam viele positive Rückmeldungen, jedoch war die außergewöhnliche, dynamische Form laut Jury nicht allzu passend für die berühmte, eher konservative Park Avenue und wurde deshalb abgelehnt.
2. OMA: Gebäude besteht aus drei aufeinander in sich verdrehten gestaffelten Würfeln, wobei der unterste sich an die Straße anschmiegt und der oberste 45° zum sog. Manhattan Grid (Straßenraster) rotiert ist. Es soll der Eindruck eines 3D-Turms entstehen. Er hätte eine Höhe von 198 Meter und 38 Geschosse. Das Projekt wurde ebenfalls verworfen.
3. Rogers Stirk Harbour Partners: Laut dem Architekten Richard Rogers ein Wolkenkratzer, der ehrliche Ausdrucksform, Großzügigkeit, Effizienz und Menschlichkeit miteinander vereint. Angestrebte Höhe von 203 Meter mit 44 Stockwerken. Wurde von der Jury nicht angenommen.
4. Foster and Partners: Dies sind der von der Jury gewählten Sieger des Wettbewerbs. Ausschlaggebend war das sehr elegante und zeitgenössische Design, das sich gut in die Park Avenue eingliedert. Die Form des Turms wurde speziell für eine maximale Durchflutung an Licht konzipiert, damit sich zukünftige Büromitarbeiter wohler fühlen. Nahezu jedes Stockwerk soll eine kleine Terrasse mit Garten besitzen. Die beiden letzten Etagen sollen einen verglasten Sky Garden bekommen. Beinahe alle Kritiken fielen sehr positiv aus, weshalb viele den neuen Turm schon als neues Wahrzeichen der Postmoderne feiern. Manche sehen ihn sogar als das neue Seagram Building.

Die Grundsteinlegung und Baubeginn des groß angelegten Umbaus von 425 Park Avenue fand Ende Juni 2015 statt. Hierbei wurde der untere Teil des alten Gebäudes wegen der Baubestimmung für den Neubau genutzt. Bauherr ist die L&L Holding Company. Die von den Architekten projektierte Höhe bis zum Dach beträgt 242 Meter. Die Gesamthöhe von 273,4 Meter (897 Fuß) wurde am 4. Dezember 2018 nach dem Errichten der drei charakteristischen Zierrippen, den sogenannten „Flossen“, als Gebäudespitze erreicht. Die Zierrippen besitzen an den Außenseiten LED-Panels, die nachts in verschiedenen Farben leuchten, so unter anderem im Jahr 2022 in blau-gelb aus Solidarität mit der Ukraine. Der Wolkenkratzer hat 47 Stockwerke und eine 14 m hohen Lobby. Der östliche Gebäudeteil mit den drei „Flossen“ als Gebäudespitze enthält die Aufzugsanlagen und weitere mechanische Einrichtungen. Die Fertigstellung und offizielle Eröffnung fand im Oktober 2022 statt.
In der Nachhaltigkeit hat das Gebäude die LEEDv4 Gold-Zertifizierung und als erstes Bürogebäude in New York für die Gesundheit und das Wohlbefinden der im Gebäude tätigen Menschen die Well Core-Zertifizierung auf Gold-Niveau erhalten.

## Galerie

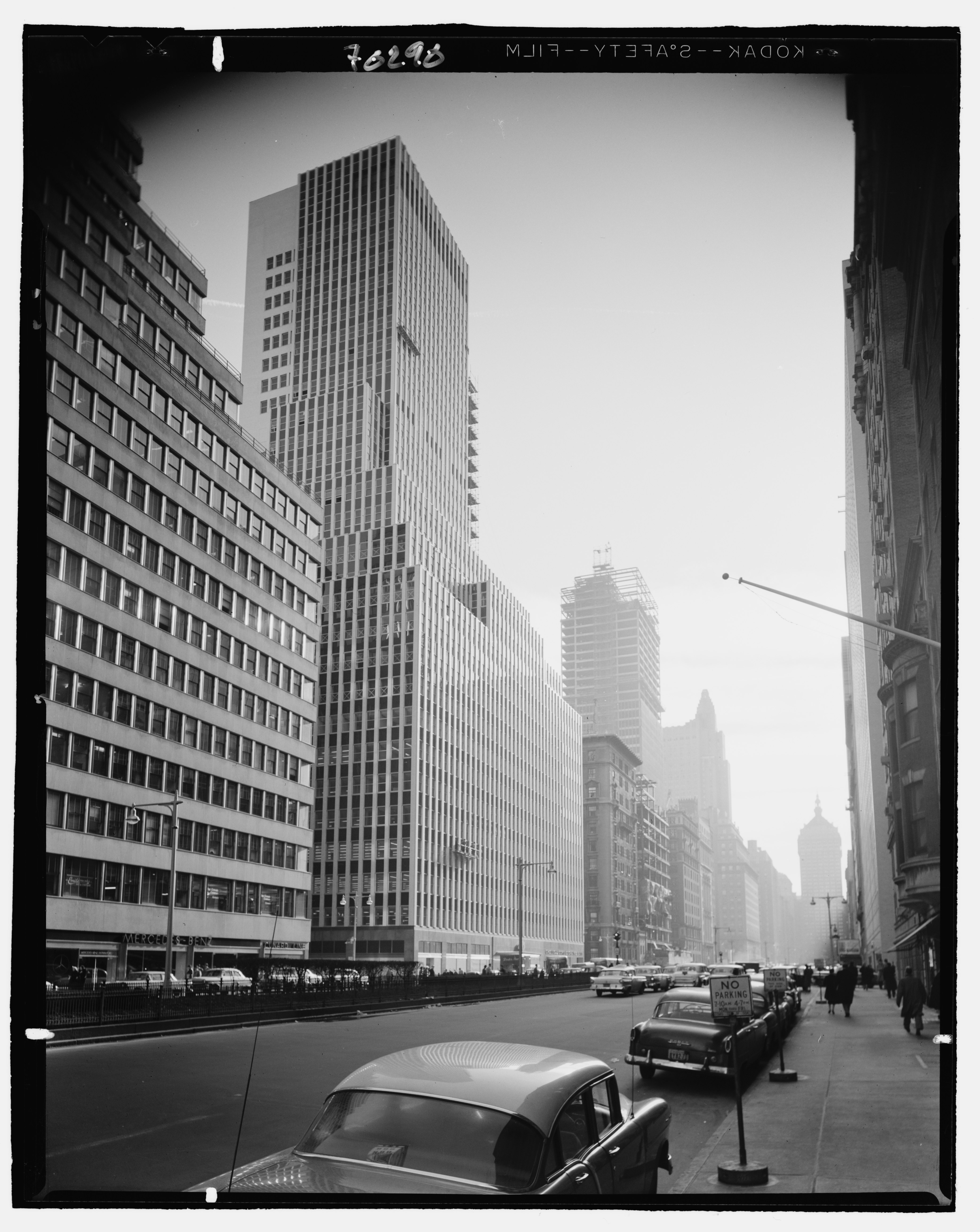
Ursprüngliches Gebäude von 1957
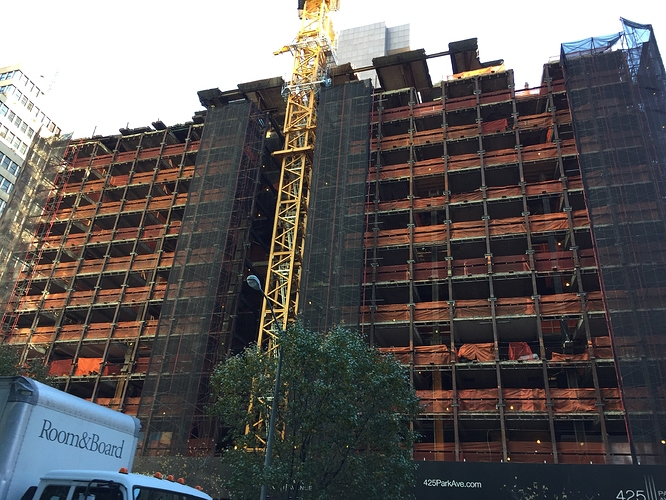
Baufortschritt am 25. November 2016
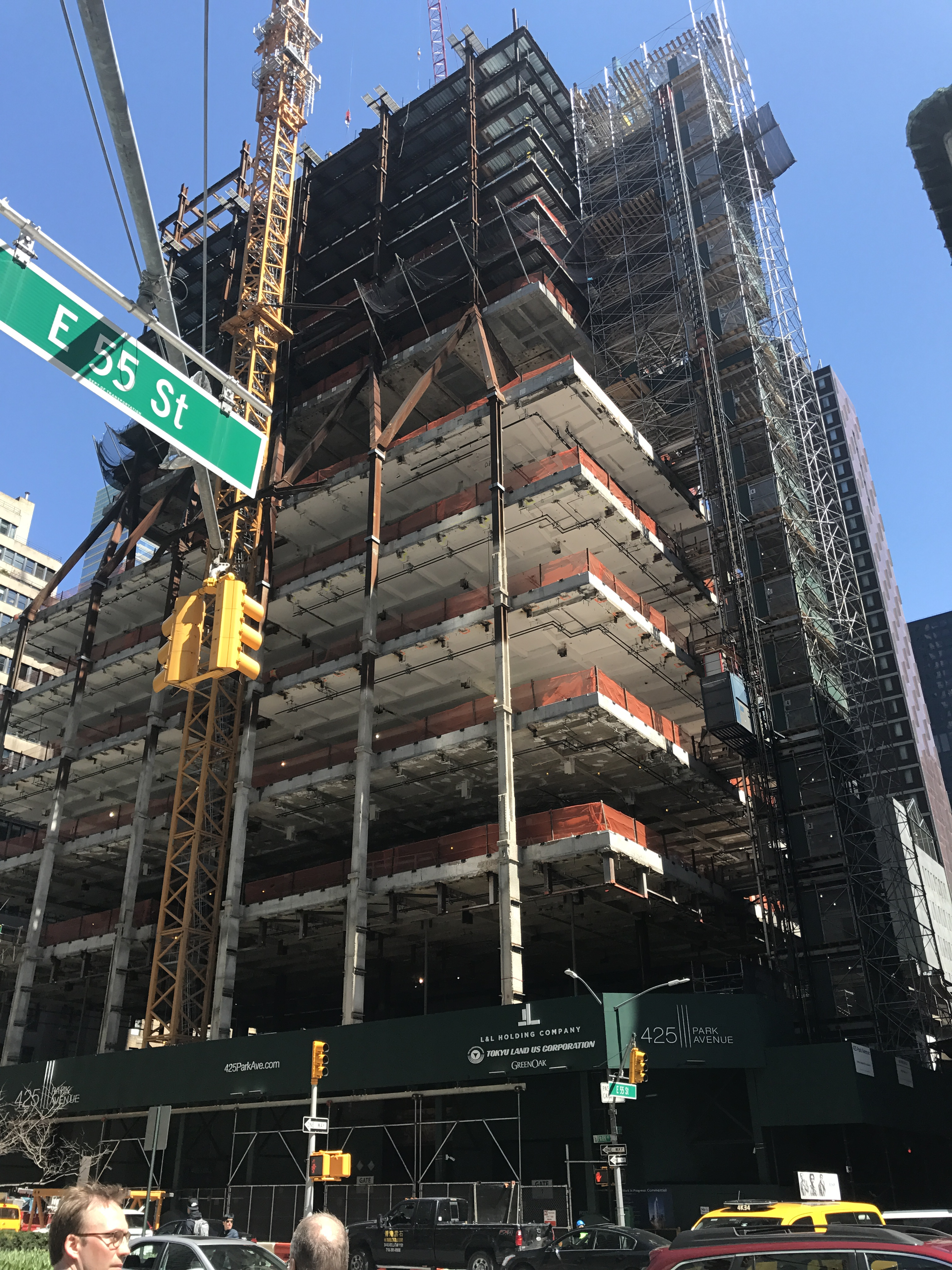
Ersetzen der alten durch neue Stützsäulen an der Basis im April 2018
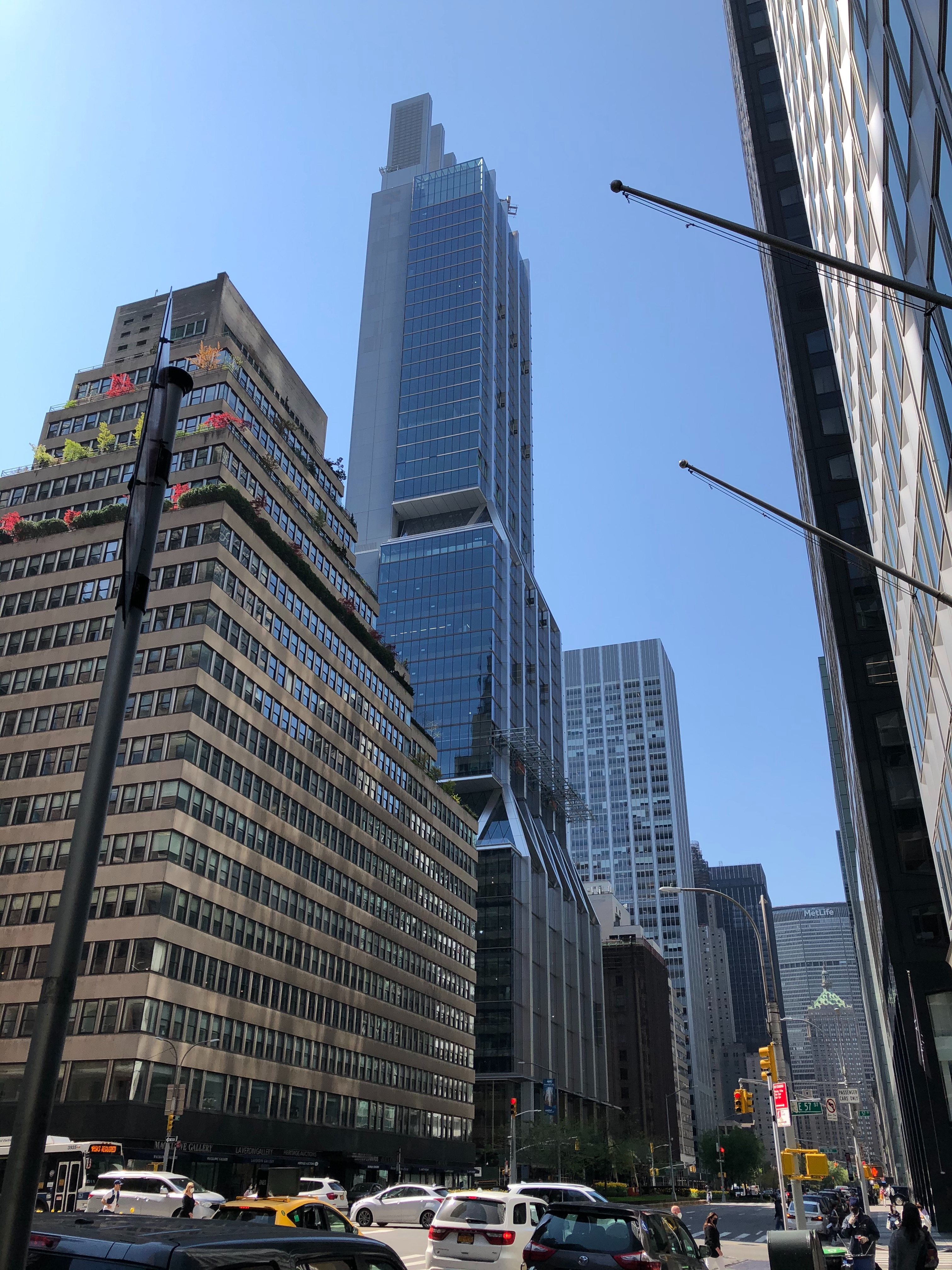
Das Hochhaus mit den Zierrippen im April 2019
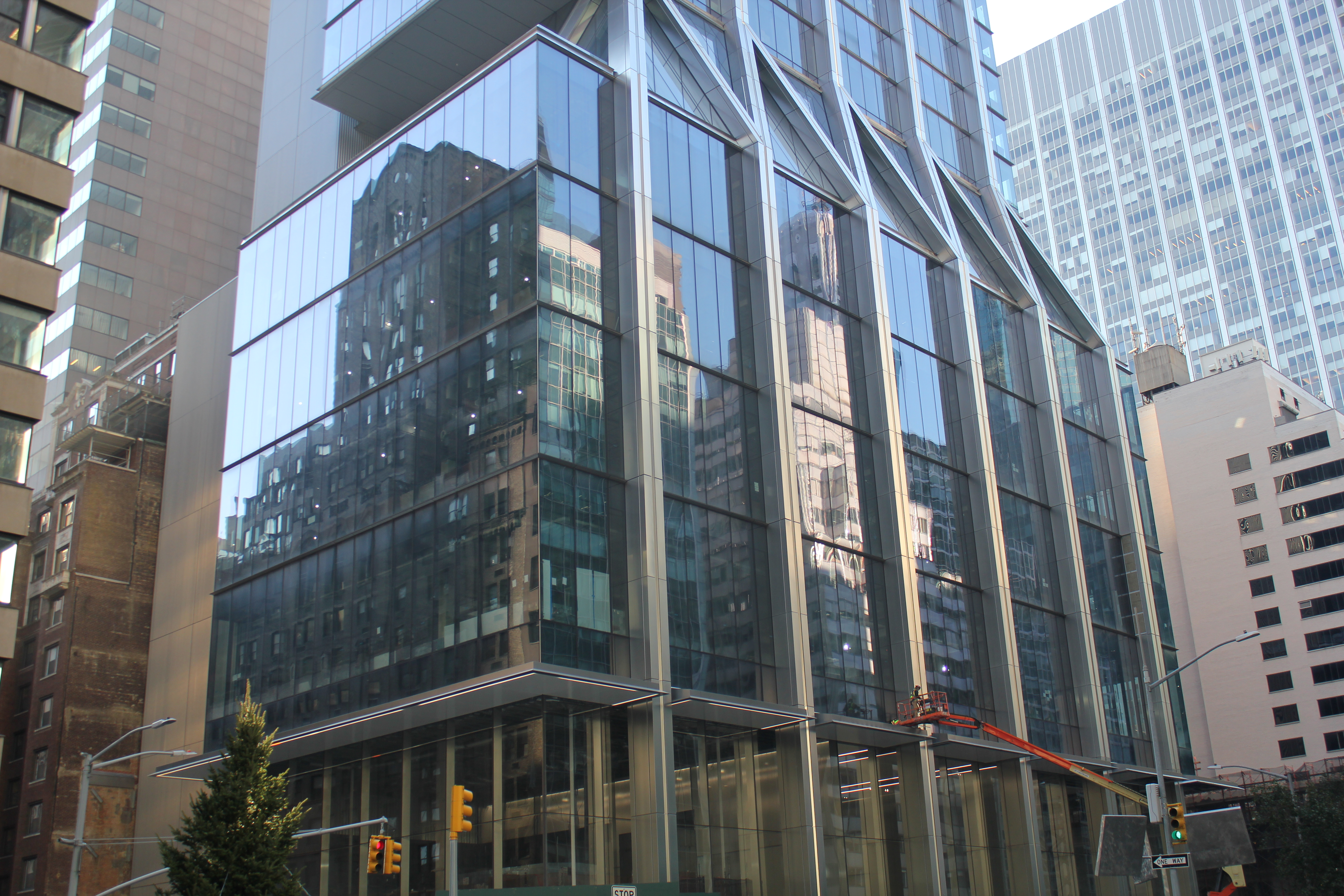
Die Sockelgeschosse im November 2021 kurz vor der Fertigstellung